# ГЕС Chuzachen
ГЕС Chuzachen – гідроелектростанція на сході Індії у штаті Сіккім. Знаходячись перед ГЕС Бхасмей, становить верхній ступінь в каскаді на річці Ранґпо, яка стікає з західного схилу хребта Панголакха (відділяє Сіккім від розташованого далі на схід Бутану) та впадає ліворуч до Тісти, котра в свою чергу є правою притокою Брахмапутри.
В межах проекту організували водозабір одразу із двох річок – названої вище Рангпо та її лівої притоки Ронглі, для чого спорудили бетонні гравітаційні греблі висотою 48 та 41 метр відповідно. Зведені у вузьких ущелинах, греблі спрямовують ресурс до дериваційних тунелів довжиною 2,6 км та 2,3 км. Прокладені у гірському масиві, що відділяє долини Рангпо та Ронглі, тунелі зустрічаються та переходять в єдиний довжиною 3,2 км та діаметром 4,6 метра. На завершальному етапі він з’єднаний з балансувальним резеревуаром шахтного типу висотою 103 метри, після чого починається напірний водовід довжиною 0,8 км та діаметром 3,3 метра, який перетинає Рангпо та виводить до наземного машинного залу.
Основне обладнання станції становлять дві турбіни типу Френсіс потужністю по 49,5 МВт, які при напорі у 290 метрів забезпечують виробництво 413 млн кВт-год електроенергії на рік.
Видача продукції відбувається по ЛЕП, розрахованій на роботу під напругою 132 кВ, до підстанції Рангпо, від якої прокладена лінія 220 кВ.
Під час спорудження станції у квітні 2009 року стався інцидент з руйнацією кофердаму (тимчасової греблі, що захищає будівельний майданчик у руслі), внаслідок якого загинули 12 робітників.